# Marius Royet
Pour les articles homonymes, voir Royet.

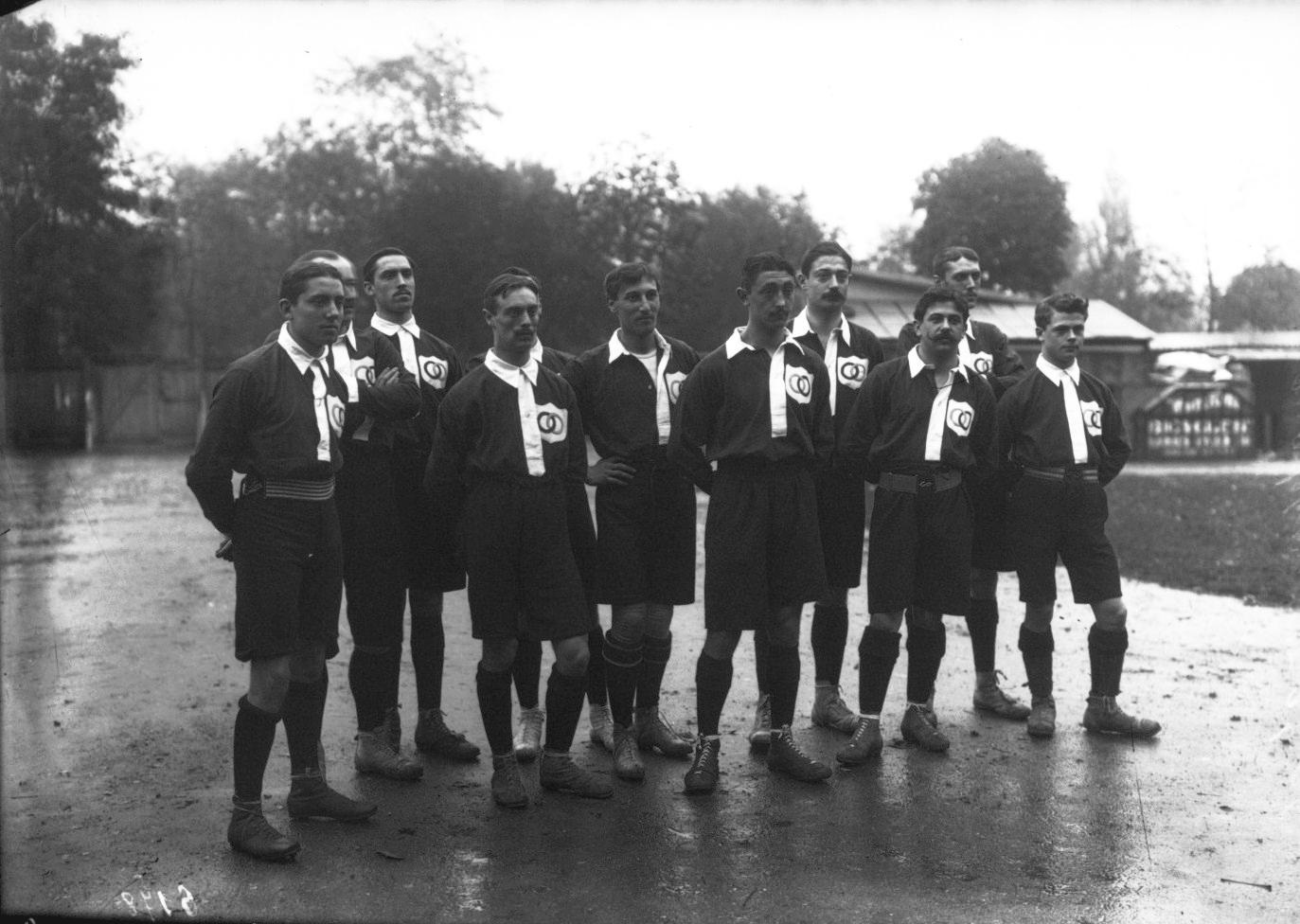
L'équipe de France qui affronte l'Angleterre amateur en 1906. Royet est le 3e joueur en partant de la gauche.

Aimé Marius Hector Royet, né le 10 janvier 1881 à Limours (Seine-et-Oise) et mort pour la France, au combat, le 9 janvier 1915 à Lachalade dans la Meuse, est un footballeur international français.
Attaquant parisien licencié à l'US parisienne, il dispute le premier match de l'histoire de l'équipe de France de football le 1er mai 1904 à Bruxelles (3-3). Il est également l'un des trois premiers français à inscrire un but sous le maillot tricolore (blanc à l'époque). Il compte neuf sélections (une fois capitaine) et deux buts en équipe de France et est le premier recordman des sélections en participant à neuf des dix premiers matchs officiels des Bleus.
De nombreuses bases de données, dont sa fiche sur le site de la FFF, ainsi que des sources secondaires,, indiquent un état civil incorrect, basé sur un homonyme mort pour la France le 8 novembre 1918 de la grippe à Mannheim. Le footballeur Marius Royet est bien mort pendant la Première Guerre mondiale, mais il ne peut pas être le Marius Royet mort en 1918, car son décès a été annoncé le 28 décembre 1915 dans L'Auto. Parmi les 68 Royet morts pour la France lors de la Première Guerre mondiale se trouvent deux Marius Royet. Hormis le Marius Royet né en 1880 et mort en 1918, le deuxième Marius Royet est né en 1895 et ne peut donc pas être le footballeur. Se trouvent également quatre Royet dont Marius est le deuxième prénom. Parmi eux, un seul est à la fois né une année plausible (1881) et est mort en 1915. Ce Marius en question se nomme Aimé Marius Hector. Il est né à Limours, au sud de Paris, lieu de naissance vraisemblable pour le footballeur Marius Royet qui jouait à Paris. La fiche militaire de Aimé Royet indique deux informations qui croisent les informations données par l'article de L'Auto. L'article indique que Marius Royet est mort tué en chargeant à la baïonnette, la fiche d'Aimé Royet indiquant tué à l'ennemi ; l'article indique que Marius Royet était caporal, la fiche d'Aimé Royet indiquant caporal-fourrier.
Le footballeur Marius Royet serait donc cet Aimé Marius Hector Royet, qui aurait joué sous son deuxième prénom, mort pour la France le 9 janvier 1915, décès annoncé dans la presse le 28 décembre 1915.

## Ses matchs enéquipe de France
| Date              | Stade                                       | Adversaire                  | Score  | Compétition |
| 1er mai 1904      | Stade du Vivier d'Oie Bruxelles, Belgique   | Belgique                    | N 3-3  | Amical      |
| 12 février 1905   | Parc des Princes Paris, France              | Suisse                      | V 1-0  | Amical      |
| 7 mai 1905        | Stade du Vivier d'Oie Bruxelles, Belgique   | Belgique                    | D 0-7  | Amical      |
| 22 avril 1906     | Stade de la Faisanderie Saint-Cloud, France | Belgique                    | D 0-5  | Amical      |
| 1er novembre 1906 | Parc des Princes Paris, France              | Angleterre (équipe amateur) | D 0-15 | Amical      |
| 21 avril 1907     | Stade du Vivier d'Oie Bruxelles, Belgique   | Belgique                    | V 2-1  | Amical      |
| 23 mars 1908      | Park Royal Londres, Angleterre              | Angleterre (équipe amateur) | D 0-12 | Amical      |
| 12 avril 1908     | Stade du Matin Colombes, France             | Belgique                    | D 1-2  | Amical      |
| 10 mai 1908       | De Kuip Rotterdam, Pays-Bas                 | Pays-Bas                    | D 1-4  | Amical      |